# هر روز: ۵۰۰۰ روز نخست
هر روز: ۵۰۰۰ روز نخست (انگلیسی: Everydays: the First 5000 Days) فایلی JPEG است که توسط مایک وینکلمان، با نام هنری بیپل، ایجاد شده‌است. این اثر شامل ۵۰۰۰ تصویر ایجاد شده توسط وینکلمان برای مجموعه خود تحت عنوان «هر روز» است.
در مارس ۲۰۲۱ فروش این اثر در کریستیز به قیمت ۶۹٫۳ میلیون دلار، آن را به گران‌قیمت‌ترین معاملهٔ صورت گرفته توسط رمز غیرقابل معاوضه و سومین اثر هنری گران‌قیمت خلق شده توسط هنرمندان زنده تبدیل کرد.
در حال حاضر مالک این اثر وینگش ساندرسان (انگلیسی: Vignesh Sundaresan) اهل سنگاپور است که با نام کاربری متاکووان (انگلیسی: MetaKovan) در حراجی شرکت کرده‌بود.